# Macià Massaguer
Macià Massaguer (Barcelona, ?) fou un senyor feudal i patrici català que va ostentar diverses propietats, entre les quals els castells de Cornellà, de Solivella i de l'Ofegat, aquests darrers al Camp de Tarragona.
Fill d'Arnau Massaguer, va ser senyor del castell de Cornellà a la segona meitat del segle xiv. El seu pare li va traspassar aquesta propietat en morir el 1344, tot just un any després que ell l'hagués adquirit de mans d'Arnau de sa Bastida.
L'any 1372 posseïa, a més a més de la fortalesa, 5 masos, 26 cases, 102 camps de cereals, 61 vinyes, 10 horts, 5 farraginals, 6 grans peces de pastura i un prat.